# Joint Services Command and Staff College
Il Joint Services Command and Staff College (JSCSC) è l’equivalente britannico dell’Istituto superiore di stato maggiore interforze (ISSMI), ovvero il centro per la formazione degli ufficiali di stato maggiore del Regno Unito. Presso il JSCSC si formano gli ufficiali delle forze armate (Royal Navy, British Army, Royal Air Force) ed il personale civile del Ministero della Difesa del Regno Unito, unitamente ad ufficiali di altre nazioni.
Il JSCSC ha iniziato i propri corsi nel 1997 a Bracknell, riunendo gli istituti di formazione precedentemente previsti per ogni forza armata: il Royal Naval College di Greenwich per gli ufficiali di marina, lo Staff College di Camberley per gli ufficiali dell’esercito e il RAF Staff College di Bracknell per gli ufficiali dell’aeronautica.
Nel 2000 l’istituto si è trasferito presso la Defence Academy of the United Kingdom, creata a Watchfield, Oxfordshire.